# كارل هاينز بريمر
كارل هاينز بريمر (بالألمانية: Karl Heinz Bremer)‏ هو باحث في الرومانسية ومؤرخ ألماني، ولد في 16 نوفمبر 1911 في فرانكفورت في ألمانيا، وتوفي في 2 مايو 1942 في فيليكي نوفغورود في روسيا.